# Ministri presidenti della Baviera
Il Ministro presidente della Baviera (in tedesco: Bayerischer Ministerpräsident) è, a norma del Capo IV della Parte I della Costituzione bavarese, il capo del governo del Land tedesco della Baviera.
È eletto dal Landtag (Parlamento) entro una settimana dalla sua prima riunione, per la durata di cinque anni, a scrutinio segreto. È eleggibile alla carica ogni cittadino bavarese di più di quarant'anni con diritto di voto. Il Landtag non può destituire il presidente, ma questi è tenuto alle dimissioni allorché, a causa della situazione politica, la sua collaborazione fiduciaria con l'assemblea risulta impossibile. In caso di rifiuto di dimissioni, il presidente può essere messo in stato d'accusa davanti alla Corte costituzionale.
Il presidente dirige gli affari politici del Governo; nomina e destituisce, con l'approvazione del Landtag, il suo sostituto e un massimo di diciassette ministri e segretari di Stato, ai quali assegna settori di competenza e compiti specifici; può avocare a sé uno o più settori di competenza. Gli spettano in ogni caso la funzione di determinare l'indirizzo politico del Governo e la rappresentanza esterna della Baviera. Risponde del suo operato di fronte al Landtag e dispone del potere di grazia.
Il presidente in carica è Markus Söder.

## Presidenti dello Stato libero di Baviera

### Repubblica di Weimar
- Kurt Eisner (USPD), 8 novembre 1918-21 febbraio 1919
- Johannes Hoffmann (SPD, 17 marzo 1919-14 marzo 1920
- Gustav Ritter von Kahr (nazionalconservatore indipendente), 16 marzo 1920-11 settembre 1921
- Hugo von und zu Lerchenfeld (BVP), 21 settembre 1921-2 novembre 1922
- Eugen von Knilling (BVP), 8 novembre 1922-30 giugno 1924
- Gustav von Kahr (nazionalconservatore indipendente), Commissario generale di Stato, 25 settembre 1923-17 febbraio 1924
- Heinrich Held (BVP), 2 luglio 1924-9 marzo 1933

### Terzo Reich
- Franz von Epp (NSDAP), Commissario del Reich, 9 marzo-12 aprile 1933
- Franz von Epp (NSDAP), Governatore del Reich, 10 aprile 1933-28 aprile 1945
- Ludwig Siebert (NSDAP), 12 aprile 1933-1º novembre 1942
- Paul Giesler (NSDAP), 2 novembre 1942-28 aprile 1945

### Germania occupata e Repubblica Federale di Germania
- Fritz Schäffer (cattolico conservatore indipendente già BVP), 28 maggio-28 settembre 1945
- Wilhelm Hoegner (SPD), 28 settembre 1945-16 dicembre 1946
- Hans Ehard, (CSU), 21 dicembre 1946-14 dicembre 1954
- Wilhelm Hoegner (SPD), 14 dicembre 1954-8 ottobre 1957
- Hanns Seidel (CSU), 16 ottobre 1957-22 gennaio 1960
- Hans Ehard (CSU), 26 gennaio 1960-11 dicembre 1962
- Alfons Goppel (CSU), 11 dicembre 1962-6 novembre 1978
- Franz Josef Strauß (CSU), 6 novembre 1978-3 ottobre 1988

| Immagine |  | Ministro presidente (nascita-morte) | Partito | Mandato                            |
| -------- |  | ----------------------------------- | ------- | ---------------------------------- |
|          |  | Max Streibl (1932–1998)             | CSU     | 3 ottobre 1988 – 28 maggio 1993    |
|          |  | Edmund Stoiber (1941)               | CSU     | 28 maggio 1993 – 30 settembre 2007 |
|          |  | Günther Beckstein (1943)            | CSU     | 9 ottobre 2007 – 27 ottobre 2008   |
|          |  | Horst Seehofer (1949)               | CSU     | 27 ottobre 2008 – 13 marzo 2018    |
|          |  | Markus Söder (1967)                 | CSU     | 16 marzo 2018 – in carica          |